# کوهپایه (اصفهان)
کوهپایه، مرکز شهرستان کوهپایه و شهری در بخش تودشک شهرستان کوهپایه در استان اصفهان است.
این شهر در ۴۵ کیلومتری مرکز شهرستان ورزنه و در۶۰ کیلومتری اصفهان در جاده ترانزیتی اصفهان بندر عباس واقع شده است. همچنین، این شهر در ۶۵ کیلومتری شرق شهر اصفهان واقع شده است. این شهر از طرف شمال با شهرستان اردستان از طرف جنوب با هرند، از طرف شرق با شهرستان نائین و از طرف غرب با شهر اصفهان در ارتباط است.

## زبان
مردم این شهر به گویش کوپایی، زبان راژی از زبان‌های ایران مرکزی و که از بازمانده‌های زبان پهلوی است سخن می‌گویند.

## آثار تاریخی
تعدادی آثار شامل ابنیه تاریخی با معماری با هویت شامل:
1. کارونسرای عباسی کوهپایه
2. مسجدجامع کوهپایه
3. امامزاده قاسم بن موسی (امامزاده قاسم)
4. مسجد آجری
5. مسجد معصوم
6. امامزاه سید محمدبن موسی کوهپایه
7. مسجد تالار
8. بازار قدیمی شهر کوهپایه
9. مزرعه حاج حسن محل تهیه فیلمهای تلویزیونی
10. مسجد قدمگاه
11. مسجد خواجه
12. قلعه بزرگ یکلنگی
13. امامزاده حضرت سید محمود بن موسی (ع) جزه
14. چشمه آبگرم ورتون
15. ساختمانهای قدیمی محله تودشک چویه (خانه نهنگی)
16. مسجد دلاوران جشوقان
17. مسجد جامع زفره و منبر چوبی
18. کاروانسرای عباسی سجزی
19. امامزاده حضرت ناصر الدین بن موسی جبل
20. آب انبارهای موجود
21. خانه شیخ جواهری

در کوهپایه وجود دارد که برخی از آنها جزو آثار ملی کشور ثبت گردیده است.

## مسجد جامع
مسجد تاریخی جامع کوهپایه متعلق به دوره سلجوقیان می‌باشد که گنبد آن قبل از اسلام مربوط به زمان ساسانیان بوده است. چهل ستون مسجد در سال ۸۰۰ میلادی به این اثر اضافه گردیده است. پیش از اسلام این بنا آتشکده بوده که پس از ورود اسلام به این منطقه تبدیل به مسجد شده است.

## جمعیت
براساس سرشماری عمومی نفوس و مسکن در سال ۱۳۹۵، جمعیت شهر کوهپایه برابر با ۵٬۵۱۸ نفر (۱٬۷۶۵ خانوار) بوده است.